# Budhi
Budhi (nep. बुढी) – gaun wikas samiti w zachodniej części Nepalu w strefie Lumbini w dystrykcie Kapilvastu. Według nepalskiego spisu powszechnego z 2001 roku liczył on 895 gospodarstw domowych i 5278 mieszkańców (2640 kobiet i 2638 mężczyzn).